# Västervåla församling
Västervåla församling var en församling i Västerås stift och i Fagersta kommun i Västmanlands län. Församlingen uppgick 2006 i Västanfors-Västervåla församling.

## Administrativ historik
Församlingen har medeltida ursprung under namnet Våla församling som från början av 1700-talet och definitivt 1909 namnändrades till det nuvarande. 
Församlingen utgjorde till 1816 ett eget pastorat för att därefter till 1850 vara moderförsamling i pastoratet Västervåla och Karbenning. Från 1850 till 1962 eget pastorat för att därefter till 2006 vara annexförsamling i pastoratet Västanfors och Västervåla. Församlingen uppgick 2006 i Västanfors-Västervåla församling.

## Kyrkor
- Västervåla kyrka